# Nieda
Nieda è un cortometraggio muto del 1914 diretto da Harry A. Pollard. Il soggetto è firmato dall'attrice Vivian Rich, qui alla sua unica prova come sceneggiatrice. Prodotto dalla Beauty (American Film Manufacturing Company), il film aveva come interpreti Margarita Fischer, Joe Harris, Harry A. Pollard.

## Trama
Dopo che la madre è morta in manicomio, la piccola Nieda, dietro consiglio del dottor Gould, viene portata da suo padre in una tenuta di campagna dove dovrà per lungo tempo vivere da sola, onde evitare qualsiasi contatto con gli altri, per non ereditare le tendenze della madre. Il diciannovesimo compleanno, Nieda lo passa ancora da sola. Per quindici anni non ha visto nessuno tranne suo padre. Quando incontra Jean Le Claire, un giovane cacciatore che si è addentrato nelle terre dei Graham, si innamora di lui. Il padre, però, temendo una nefasta influenza del giovane su sua figlia, gli proibisce di rivederla. I due innamorato continuano a incontrarsi in segreto finché, un giorno, Jean cade da una scogliera restando ucciso. Graham ne seppellisce il corpo dicendo alla figlia che lo straniero se ne è andato. Ma Nieda è attratta inesorabilmente dalla scogliera fatale.

## Produzione
Il film fu prodotto dall'American Film Manufacturing Company (con il nome Beauty).

## Distribuzione
Distribuito dalla Mutual, il film - un cortometraggio in una bobina - uscì nelle sale cinematografiche degli Stati Uniti il 6 ottobre 1914.